# 中華民国の元首
- 左上: 孫文。中華民国の初代元首（臨時大総統）
- 右上: 蔣介石。中華民国憲法施行後の初代元首（総統）
- 左下: 李登輝。直接選挙で選出された初の元首（総統）
- 右下: 蔡英文。初の女性元首（総統）

北洋政府期に張作霖が使用した中華民国陸海軍大元帥旗

中華民国統帥旗（旧：国民政府主席旗、中華民国総統旗）

中華民国の元首（ちゅうかみんこくのげんしゅ）では、1912年（民国元年）の建国から現在にかけての、中華民国の歴代の元首について説明する。ただし、国際的に広く承認されていなかった政権（護法軍政府、汪兆銘政権など）の元首は除外する。
2024年（民国113年）5月20日現在の中華民国の元首は、総統の頼清徳である。

## 臨時政府
1911年12月29日、「中華民国臨時政府組織大綱」の規定に基づいて各省都督府代表連合会による第1回臨時大総統選挙が南京にて実施され、中国同盟会所属の孫文が初代臨時大総統に選出された。1912年（民国元年）1月1日、孫文の臨時大総統就任式が南京の臨時大総統府（現：南京中国近代史遺址博物館）で行われ、中華民国臨時政府が成立した。1月3日には臨時副総統選挙が行われ、黎元洪が初代臨時副総統に選出された。
南京に中華民国臨時政府が成立したものの、依然として順天府（北京）の清朝政府は存続しており、内閣総理大臣の袁世凱率いる北洋軍を主力として革命派に抵抗していた。臨時政府との幾度にわたる交渉（南北和議）の結果、袁世凱は自らが臨時大総統に就任することを条件として革命派を支持することに同意した。1月20日、臨時政府は宣統帝の退位後の待遇を取り決める「清室優待条件」を清朝政府に提出した。1月22日、孫文は「袁世凱が宣統帝の退位に賛成するならば、臨時大総統を辞職して袁世凱にその地位を譲る」という声明を発表した。袁世凱はこれを承諾し、宣統帝の退位をさらに強く迫るようになった。1月25日と2月4日の2回、袁世凱の指示の元で段祺瑞を筆頭とする北洋軍閥の将軍50人が共同で、北洋軍が宣統帝の退位に同意したことを表明する電報（段祺瑞等要求共和電）を清朝政府に送った。隆裕太后は「清室優待条件」を受け入れ、2月12日に「清室退位詔書」を公布し、同時に清朝の滅亡を宣言した。袁世凱は臨時政府に「共和政体に絶対賛同する」という電報を送り、それを受け取った孫文は2月13日に臨時参議院に辞表を提出して後任に袁世凱を推薦した。3月8日、臨時参議院は「中華民国臨時政府組織大綱」に代わる最高法規である「中華民国臨時約法」を可決し、3月11日に孫文によって公布および施行された。2月15日、臨時参議院は第2回臨時大総統選挙を実施し、袁世凱が選出された。3月13日、袁世凱は北京で臨時大総統に就任した。
1913年（民国2年）4月8日、臨時参議院に代わって設置された中華民国国会で、第1回国会の第1次会議が開会した。10月4日、参衆両院から組織される憲法会議で、大総統選挙を規定する「大総統選挙法」が可決された。10月6日、国会は「大総統選挙法」の規定に基づいて第1回大総統選挙を実施し、袁世凱が初代大総統に選出された。10月7日には副総統選挙が行われ、臨時副総統の黎元洪が初代副総統に選出された。10月10日、袁世凱と黎元洪が大総統と副総統に就任して中華民国政府（通称：北洋政府）が成立した。

### 臨時大総統（1912年 - 1913年）
| 代 | 氏名   | 写真 | 所属政党            | 在任期間                       | 在任期間    | 備考 | 出典                               |
| -- | ------ | ---- | ------------------- | ------------------------------ | ----------- | --- | ---------------------------------- |
| 1  | 孫文   |      | 中国同盟会          | 1912年1月1日 - 1912年4月1日    | 91日        | 1912年2月13日に臨時参議院へ辞表を提出し、後任に袁世凱を推薦した。 2月15日に第2回臨時大総統選挙が実施されて袁世凱が選出された。 袁世凱は3月10日に就任したが、孫文が正式に退任したのは4月1日だった。 | [ 16 ] [ 32 ] [ 33 ] [ 34 ] [ 35 ] |
| 2  | 袁世凱 |      | 無所属 （北洋軍閥） | 1912年3月10日 - 1913年10月10日 | 1年 + 214日 | 1913年10月6日に第1回大総統選挙が実施されて当選し、10月10日に就任した。 | [ 29 ] [ 30 ] [ 33 ] [ 36 ] [ 37 ] |

## 北洋政府
1913年10月10日、袁世凱は初代大総統に就任した。1915年（民国4年）12月12日、袁世凱は自ら皇帝に即位して翌年の元号を「洪憲」とし、国号を「中華帝国」に改称すると宣言したが、内外の反発を受けて1916年（民国5年）3月22日に帝政復活を撤回し、6月6日に病死した。
袁世凱の死後、北洋軍閥が政府の事実上の指導者となった。大総統や国務総理率いる国務院には実権がほとんどなく、重要な決定のほとんどが軍閥によって決定された。1924年（民国13年）、直隷派の馮玉祥が北京政変を起こして大総統の曹錕を軟禁した。11月2日に曹錕が大総統を辞任すると、大総統の権限は国務院が代行することになり、次の大総統選挙は行われなかった。
馮玉祥は安徽派軍閥首領の段祺瑞を政府に招聘した。11月24日、段祺瑞は大総統職を廃止して臨時執政に就任し、中華民国臨時政府が成立した。1926年（民国15年）4月9日、馮玉祥の部下の鹿鍾麟が国民軍を率いて臨時執政府を包囲し、段祺瑞は逃亡した。4月20日には臨時執政を辞任し、国務総理代理の胡惟徳率いる国務院が権限を代行した。5月13日、顔恵慶が国務総理に就任して政府組織を臨時政府成立前に戻した。しかし大総統には誰も就任せず、国務院が大総統の権限を代行した。1927年（民国16年）6月18日、奉天派軍閥首領の張作霖が中華民国軍政府（通称：安国軍政府）を樹立して自ら陸海軍大元帥に就任すると、大総統職は再び廃止された。

### 大総統（1913年 - 1924年）
| 代 | 期 | 氏名   | 写真 | 所属政党            | 在任期間                       | 在任期間    | 備考 | 出典                               |
| -- | -- | ------ | ---- | ------------------- | ------------------------------ | ----------- | --- | ---------------------------------- |
| 1  | 1  | 袁世凱 |      | 無所属 （北洋軍閥） | 1913年10月10日 - 1916年6月6日  | 2年 + 240日 | 1915年12月12日から1916年3月22日までの期間は中華帝国皇帝の地位にあったが、内外の反発により即位式を行う前に帝政復古を撤回した。 1916年6月6日に死去し、規定に従って副総統の黎元洪が大総統に就任した。10月30日に副総統選挙が実施され、馮国璋が選出された。 | [ 33 ] [ 36 ] [ 41 ] [ 48 ] [ 49 ] |
| 2  | 1  | 黎元洪 |      | 憲法研究会          | 1916年6月7日 - 1917年7月14日   | 1年 + 37日  | 国務総理の段祺瑞との間で対立（府院の争い）が発生した。1917年5月23日に罷免された段祺瑞は、京都（北京）を去って各省の督軍に対して中央政府からの独立を扇動した。黎元洪は督軍団長の張勲を京都に招聘して調停を依頼したが、張勲は国会を解散させ、7月1日に宣統帝を復位させた（張勲復辟）。7月2日、黎元洪は日本公使館に避難した。7月3日、段祺瑞は天津で討逆軍を組織して京都に侵攻した。討逆軍の攻撃により復辟は失敗し、7月12日に宣統帝は退位を宣言した。 7月6日、黎元洪は馮国璋に大総統の職務を代行するよう電報を送り、7月14日に正式に辞任した。 | [ 50 ] [ 51 ] [ 52 ]               |
| － | 1  | 馮国璋 |      | 無所属 （直隷派）   | 1917年7月6日 - 1918年10月10日  | 1年 + 96日  | 代理大総統 1918年9月4日に第2回大総統選挙が実施されて徐世昌が選出され、10月10日に就任した。 | [ 50 ] [ 53 ] [ 54 ] [ 55 ]        |
| 3  | 2  | 徐世昌 |      | 無所属              | 1918年10月10日 - 1922年6月2日  | 3年 + 235日 | 1922年の第一次奉直戦争後、直隷派の呉佩孚によって6月2日に大総統を辞任させられ、国務院が大総統の権限を代行した。 | [ 56 ] [ 57 ]                      |
| -  | 2  | 周自斉 |      | 無所属 （交通系）   | 1922年6月2日 - 1922年6月11日   | 9日         | 代行（代理国務総理） 1922年6月11日、黎元洪が大総統に就任した。 | [ 58 ] [ 59 ]                      |
| 4  | 2  | 黎元洪 |      | 無所属              | 1922年6月11日 - 1923年6月13日  | 1年 + 2日   | 1923年6月13日、直隷派の曹錕の圧力を受けて大総統を辞任し、国務院が大総統の権限を代行した。 | [ 60 ] [ 61 ] [ 62 ]               |
| -  | 2  | 高凌霨 |      | 無所属 （直隷派）   | 1923年6月14日 - 1923年10月10日 | 128日       | 代行（代理国務総理） 1923年10月5日に第3回大総統選挙が実施されて曹錕が当選し、10月10日に就任した。これが憲法施行前の中華民国における最後の元首選挙だった。 | [ 33 ] [ 63 ] [ 64 ]               |
| 5  | 3  | 曹錕   |      | 無所属 （直隷派）   | 1923年10月10日 - 1924年11月2日 | 1年 + 23日  | 1924年10月、第二次奉直戦争が勃発した。 10月23日、馮玉祥が北京政変を起こして曹錕を軟禁した。 11月2日に大総統を辞任し、国務院が大総統の権限を代行した。 | [ 43 ] [ 65 ] [ 66 ] [ 67 ]        |
| -  | 3  | 黄郛   |      | 無所属              | 1924年11月2日 - 1924年11月24日 | 22日        | 代行（国務総理） 1924年11月24日、段祺瑞が臨時執政に就任して中華民国臨時政府を樹立し、大総統職を廃止した。 | [ 33 ] [ 63 ] [ 68 ]               |

### 臨時執政（1924年 - 1926年）
| 代 | 氏名   | 写真 | 所属政党          | 在任期間                       | 在任期間    | 備考 | 出典                               |
| -- | ------ | ---- | ----------------- | ------------------------------ | ----------- | --- | ---------------------------------- |
| 1  | 段祺瑞 |      | 無所属 （安徽派） | 1924年11月24日 - 1926年4月20日 | 1年 + 147日 | 1926年4月9日、馮玉祥の部下の鹿鍾麟率いる国民軍が臨時執政府を包囲したため、京都のフランス公使館に避難した。 4月20日、臨時執政を辞任し、国務院が臨時執政の権限を代行した。 | [ 30 ] [ 33 ] [ 69 ] [ 70 ] [ 71 ] |
| -  | 胡惟徳 |      | 無所属            | 1926年4月20日 - 1926年5月13日  | 23日        | 代行（代理国務総理） 1926年5月13日、顔恵慶が国務総理に就任し、臨時執政職が廃止されて大総統職が復活した。                                                                 | [ 45 ]                             |

### 大総統（1926年 - 1927年）
| 代 | 氏名   | 写真 | 所属政党          | 在任期間                      | 在任期間 | 備考 | 出典                 |
| -- | ------ | ---- | ----------------- | ----------------------------- | -------- | --- | -------------------- |
| -  | 顔恵慶 |      | 無所属            | 1926年5月13日 - 1926年6月23日 | 41日     | 代行（国務総理） 1926年6月23日に国務総理を辞任し、海軍総長の杜錫珪が代理国務総理に就任した。                                                       | [ 72 ] [ 73 ]        |
| -  | 杜錫珪 |      | 無所属 （直隷派） | 1926年6月23日 - 1926年10月1日 | 100日    | 代行（代理国務総理） 1926年10月1日に代理国務総理を辞任し、外交総長の杜錫珪が代理国務総理に就任した。                                               | [ 74 ] [ 75 ]        |
| -  | 顧維鈞 |      | 無所属            | 1926年10月1日 - 1927年6月16日 | 258日    | 代行（代理国務総理→国務総理） 1927年1月12日、正式に国務総理に就任する。 1927年6月16日に国務総理を辞任し、胡惟徳が代理国務総理に就任した。          | [ 72 ] [ 75 ] [ 76 ] |
| -  | 胡惟徳 |      | 無所属            | 1927年6月16日 - 1927年6月18日 | 2日      | 代行（代理国務総理） 1927年6月18日、張作霖が大総統職を廃止して陸海軍大元帥に就任し、中華民国軍政府を樹立した。 6月20日、潘復が国務総理に就任した。 | [ 77 ]               |

### 陸海軍大元帥（1927年 - 1928年）
| 代 | 氏名   | 写真 | 所属政党          | 在任期間                     | 在任期間 | 備考 | 出典          |
| -- | ------ | ---- | ----------------- | ---------------------------- | -------- | --- | ------------- |
| 1  | 張作霖 |      | 無所属 （奉天派） | 1927年6月18日 - 1928年6月3日 | 351日    | 国民革命軍の北伐が迫る中、1928年6月3日に京都を放棄して奉天に向かい、軍政府は崩壊した。 6月4日、張作霖が乗った列車が満洲に駐留していた日本の関東軍によって爆破され、死亡した（張作霖爆殺事件）。 満洲の支配権は長男の張学良が継承した。 12月29日、張学良は国民政府に服属することを表明し、中国は国民政府によって形式上統一された（易幟）。 | [ 72 ] [ 73 ] |

## 国民政府
1925年（民国14年）3月12日、孫文は京都で客死した。7月1日、孫文が広州に設置していた中華民国陸海軍大元帥府大本営が改組されて国民政府（広州国民政府）が成立した。広州国民政府は国民政府委員会を最高意思決定機関とする集団指導体制を採用した。成立当初の委員は汪兆銘、胡漢民、戴季陶、于右任、徐謙、張継、譚延闓、許崇智、林森、廖仲愷、伍朝枢、古応芬、朱培徳、孫科、程潜の16人であり、そのうち汪兆銘、胡漢民、譚延闓、許崇智、林森の5人が常務委員を務めた。汪兆銘は国民政府委員会主席（国民政府主席）に就任したが、これは特権を有さない名誉職であった。同時に国民政府軍事委員会も設置され、汪兆銘、蔣介石、譚延闓が常務委員、汪兆銘が主席に就任した。また、中国国民党中央執行委員会は党が保有する全ての軍を「国民革命軍」に改称することを決議した。
1926年3月20日、蔣介石が広州に戒厳令を敷いて中国共産党員やソビエト連邦顧問団を弾圧する中山艦事件が発生した。3月23日、これを受けて汪兆銘は病気を理由に下野し、療養のためにフランスへ発った。7月9日、蔣介石は国民革命軍総司令に就任し、北伐の開始を宣言した。
10月、国民革命軍は湖北省の武漢三鎮（武昌・漢口・漢陽）を占領した。11月11日、国民党中央政治委員会と中央執行委員会は国民政府を武漢に移すことを決議した。12月7日、国民政府は広州での業務を終了し、各機関の職員は武漢に向かった。広州での業務が終了してから武漢への移転が完了するまでの間、国民党中央執行委員会と国民政府委員による会議が臨時の最高意思決定機関とされ、徐謙が主席を務めた。1927年2月21日、最後の臨時会議が終了し、間もなく国民政府は正式に武漢で業務を開始した（武漢国民政府）。武漢国民政府は引き続き国民政府委員会を最高意思決定機関とした。汪兆銘、譚延闓、于右任、程潜、孫科、李宗仁、徐謙、宋子文、李済深、朱培徳、唐生智、馮玉祥、陳友仁、顧孟余、譚平山、蔣介石、柏文蔚、孔庚、鈕永建、王法勤、何応欽、宋慶齢、呉玉章、黄紹竑、彭沢民、経亨頤、楊樹荘、陳調元の28人が委員、そのうち汪兆銘、譚延闓、孫科、徐謙、宋子文の5人が常務委員に就任し、主席職は設置されなかった。
当時第一次国共合作中だった国民党および国民政府はソ連と中国共産党の影響下にあり、国民党右派の間では不満が生じていた。4月10日、蔣介石は上海で共産党への弾圧を行った（上海クーデター）。4月17日、武漢の国民党中央は蔣介石を国民革命軍総司令から解任し、党から除籍して指名手配すると発表した。4月18日、蔣介石は胡漢民、柏文蔚らと共に南京に国民政府を樹立し、胡漢民が国民政府主席と国民党中央政治会議主席に就任した。これにより、国民政府は武漢と南京の2つに分裂した（寧漢分裂）。4月19日、武漢国民政府は蔣介石討伐の命令を下した。4月21日、国民政府軍事委員会が広州から南京に移転し、蔣介石は武漢国民政府を非難する「告全体将士書」を発表した。4月22日、武漢側も汪兆銘、孫科、鄧演達、宋慶齢、張発奎、呉玉章、毛沢東、惲代英の連名で蔣介石の分裂行為を非難する電報を発した。
7月、「共産党が武漢国民政府の政権を奪取するために国民政府を分裂させる」というボロディンの計画を知った汪兆銘は、政府から共産党勢力を排除することを決定し、「取締共産議案」を可決させた。7月13日、共産党は武漢国民政府からの脱退を決定した。7月15日、武漢国民政府は正式に共産党の排除を宣言し、7月26日に政府の各機関から共産党員が解任された。8月1日、共産党は江西省南昌で「中国国民党革命委員会」名義で反乱を起こしたが、国民革命軍によって鎮圧された（南昌蜂起）。8月19日、武漢国民政府は南京国民政府との合流を宣言し、政府機関を南京に移した。
1928年（民国17年）6月に京都の北洋政府を滅ぼして北伐が完了すると、国民政府の改組が進行した。8月、国民党第2回中央執行委員会第5次全体会議が南京で開催され、中国が正式に「訓政期」に入ったことが宣言された。国民政府は訓政の任務を遂行するために五院制を採用することを決定した。10月3日、国民党中央政治会議は「中華民国国民政府組織法」の改正案を可決し、行政院・立法院・司法院・考試院・監察院の五院を設置することを規定した。10月8日、国民党中央常務委員会は蔣介石を国民政府主席に選出し、10月10日に就任した。「中華民国国民政府組織法」では、国民政府主席は中華民国の元首であると同時に陸海空軍の最高統帥者であり、また、政治に責任を負うと規定された。国民政府主席、五院の院長と副院長を含む国民政府委員が国民政府委員会を構成し、国務を処理した。改組当初の国民政府委員は蔣介石（国民政府主席）、譚延闓（行政院長）、馮玉祥（行政院副院長）、胡漢民（立法院長）、林森（立法院副院長）、王寵恵（司法院長）、張継（司法院副院長）、戴季陶（考試院長）、孫科（考試院副院長）、蔡元培（監察院長）、陳果夫（監察院副院長）、何応欽、李宗仁、楊樹荘、閻錫山、李済深、張学良の17人であった。
1931年（民国20年）12月15日、南京の中央党部で開かれた国民党中央常務委員会の臨時会議で蔣介石は下野を表明し、林森が後任に就いた。12月26日、国民党中央政治会議は「中華民国国民政府組織法」の改正案を可決した。この改正により、国民政府主席は政治的実権を持たない儀礼的な元首となった。また、任期は2年で3選禁止と規定された。「中華民国国民政府組織法」はその後も数回の改正を重ね、1943年（民国32年）9月25日に行われた改正の結果、国民政府主席は再び政治的実権を持つ役職となり、任期は3年に延長された。

### 国民政府主席（1928年 - 1948年）
ここでは1928年の北洋政府崩壊以降の国民政府主席のみを掲載している。
| 代 | 期 | 氏名   | 写真                           | 所属政党   | 在任期間 | 在任期間     | 備考 | 出典                                    |
| -- | -- | ------ | ------------------------------ | ---------- | --- | ------------ | --- | --------------------------------------- |
| 1  | 1  | 譚延闓 |                                | 中国国民党 | 1928年2月7日 - 1928年10月10日 | 246日        | 1928年10月8日、国民党第2回中央執行委員会第5次全体会議で蔣介石が国民政府主席に選出され、10月10日に就任した。             | [ 33 ] [ 117 ] [ 123 ] [ 124 ]          |
| 2  | 2  | 蔣介石 |                                | 中国国民党 | 1928年10月10日 - 1931年12月15日 | 3年 + 66日   | 汪兆銘、胡漢民などの各方面からの圧力を受けて1931年12月15日に辞任し、林森が代理主席に就任した。                          | [ 118 ] [ 125 ] [ 126 ] [ 127 ] [ 128 ] |
| -  | 2  | 林森   |                                | 中国国民党 | 1931年12月15日 - 1932年1月1日 | 11年 + 229日 | 代理主席 1931年12月28日、国民党第4回中央執行委員会第1次全体会議で林森が正式に国民政府主席に選出され、1月1日に就任した。 | [ 129 ] [ 127 ] [ 128 ]                 |
| 3  | 3  | 林森   | 1932年1月1日 - 1934年1月26日   | 中国国民党 | 1934年1月、国民党第4回中央執行委員会第4次全体会議で林森が国民政府主席に再選された。 | 11年 + 229日 | [ 33 ] [ 130 ] [ 131 ]                                                                                                  |                                         |
| 3  | 4  | 林森   | 1934年1月26日 - 1943年8月1日   | 中国国民党 | 林森の任期は1935年12月の国民党第5回中央執行委員会第1次全体会議中に満了する予定だったが、翌1936年に憲法が施行される予定だったことを考慮した党中央は国民政府主席の任期を憲法施行まで延長することを決定した。しかし、制憲国民大会の選挙が遅れた上に1937年には日中戦争が勃発したため、憲法の制定は延期となった。これにより、国民政府主席の改選も延期となった。 1943年5月12日、林森は交通事故に遭って負傷した。国民党中央常務委員会は、行政院長の蔣介石に6月1日より国民政府主席の権限を代行させることを決定した。 8月1日に林森が死去すると、国民党中央常務委員会は蔣介石を代理主席に任命した。 | 11年 + 229日 | [ 33 ] [ 116 ] [ 128 ] [ 132 ] [ 133 ] [ 134 ] [ 135 ] [ 136 ]                                                          |                                         |
| -  | 4  | 蔣介石 |                                | 中国国民党 | 1943年8月1日 - 1943年10月10日 | 4年 + 293日  | 代理主席 1943年9月、国民党第5回中央執行委員会第11次全体会議で蔣介石が正式に国民政府主席に選出され、10月10日に就任した。 | [ 33 ] [ 122 ] [ 133 ] [ 137 ] [ 138 ]  |
| 4  | 5  | 蔣介石 | 1943年10月10日 - 1948年5月20日 | 中国国民党 | 1946年10月10日、国民党第6回中央執行委員会第42次全体会議は国民政府主席の任期を初代総統の就任まで延長することを決定した。 1948年5月20日、国民政府が中華民国政府に改組され、総統が元首の地位を継承した。 | 4年 + 293日  | [ 139 ] [ 140 ] |                                         |

## 憲法施行以降
日中戦争終了後の1946年（民国35年）11月に召集された制憲国民大会での審議を経て成立した「中華民国憲法」は、1947年（民国36年）12月25日に施行された。憲法では国民政府に代わる統治機構として中華民国政府を、国民政府主席に代わる元首職の総統とそれを補佐する副総統を、総統と副総統の事務を担当する総統府を新たに設置することが規定された。
1948年（民国37年）4月20日、国民大会は憲法の規定に基づいて第1回総統選挙を実施した。当時国民政府主席であった国民党総裁の蔣介石が初代総統、同じく国民党の李宗仁が初代副総統に選出された。5月20日、南京の総統府（現：南京中国近代史遺址博物館）で蔣介石と李宗仁の総統・副総統就任式が行われた。
1948年3月29日から5月1日にかけて、南京の国民大会堂（現：南京人民大会堂）で第1回国民大会第1次会議が開催され、当時、中国共産党との内戦（第二次国共内戦）が発生していたことを受け、総統の権限を拡大する「動員戡乱時期臨時条款」が1950年（民国39年）12月25日までの期限付きで可決・施行された。
1949年（民国38年）12月7日、中華民国政府が劣勢にある中で臨時首都の四川省成都で開催された行政院会議で、台湾省台北を臨時首都に定めて政府機関を移転させ、12月9日より業務を開始することが決定された。1954年（民国43年）2月、第1回国民大会第2次会議が台北で開催され、臨時条款の存続が決議された。その後、国民大会は臨時条款の改正を合計4回行い、総統の再選回数の制限を定めた憲法規定の凍結、国民大会の権限拡大、国民大会代表を始めとする「中央民意代表」の長期在任による欠員補充の手続き規定の追加などが盛り込まれた。
一方で、1960年（民国49年）の第1回国民大会第3次会議で臨時条款を改正した際に国民大会の権限（創制・複決）や憲法改正などの諸課題について議論する憲政検討委員会が設置され、憲法で謳われていた体制と現状との乖離を是正する必要があるとしたことから、蔣介石は1966年（民国55年）2月に第1回国民大会第1次臨時会を召集し、憲法改正の是非について審議させたが、「大陸奪還前に憲法改正は行わない」という決議が採択されたため、この時提案されていた憲法改正案の採択は見送られ、国民大会の権限について定めた国民大会創制複決両権行使弁法と臨時条款の改正案が成立した。
1989年（民国78年）7月、国民大会は5回目の臨時条款改正を決定したが、この改正は国民大会の権限をさらに拡大するものであったため、立法院などの他の立法機関や世論の不満を引き起こした。1990年（民国79年）3月、国立台湾大学などの学生が「臨時条款の廃止」「国是会議の開催」などを訴える野百合学生運動を展開した。5月、総統の李登輝は第8期の総統就任記者会見で、「国是会議の開催」「臨時条款の廃止」を実行することを表明した。1991年（民国80年）4月、第1回国民大会第2次臨時会が台北で開催され、臨時条款の廃止を求める決議が可決された。この決議に基づいて李登輝は同年5月1日付けの総統令で正式に臨時条款を廃止し、動員戡乱時期が終了した。また、李登輝は臨時条款の廃止に加えて「中華民国憲法増修条文」を制定し、憲法本文の一部の規定を凍結させる形を取って事実上の憲法改正を行った。これ以降、現在まで合計7回の増修条文改正が行われた。
一連の憲法改正により、それまで個別の選挙で選出されていた総統と副総統が同一の選挙で選出されるようになり、選挙方式も国民大会による間接選挙から自由地区（台湾地区）在住の国民による直接選挙に変更され、任期が6年から4年に変更された。また、臨時条款で認められていた総統への緊急命令権付与については緊急命令の公布から10日以内に立法院の事後承認を経なければならないとする条件付きで追認されるなどの変更もあった。
1996年（民国85年）3月23日に実施された第9回総統選挙では、国民党の李登輝・連戦が民主進歩党（民進党）の彭明敏・謝長廷、無所属の林洋港・郝柏村、同じく無所属の陳履安・王清峰を破って直接選挙による初の総統・副総統に選出された。
2000年（民国89年）3月18日に実施された第10回総統選挙では民進党の陳水扁が総統に選出され、憲法施行以降初の政権交代が実現した。2008年（民国97年）の第12回総統選挙では国民党の馬英九、2016年（民国105年）の第14回総統選挙では民進党の蔡英文が当選し、政権交代が繰り返されてきた。
2024年（民国113年）5月20日現在の総統は、民進党の頼清徳である。

### 総統（1948年 - ）
| 代 | 期 | 氏名   | 写真                          | 所属政党   | 在任期間 | 在任期間     | 備考 | 出典                            |
| -- | -- | ------ | ----------------------------- | ---------- | --- | ------------ | --- | ------------------------------- |
| 1  | 1  | 蔣介石 |                               | 中国国民党 | 1948年5月20日 - 1949年1月21日 | 246日        | 国共内戦の情勢が不利な中、各方面からの圧力を受け、1949年1月に「引退謀和書告」を発表して総統を辞任した。 憲法の規定に基づいて副総統の李宗仁が代理総統に就任し、総統の権限を代行した。 | [ 33 ] [ 145 ] [ 172 ] [ 173 ]  |
| -  | 1  | 李宗仁 |                               | 中国国民党 | 1949年1月21日 - 1950年3月1日 | 1年 + 39日   | 代理総統 1949年11月、胃病治療の名目で香港を経てアメリカ合衆国に逃亡し、台湾には戻らなかった。李宗仁が不在の間、行政院長の閻錫山が軍事と政治の中枢となる職務を代行した。 1950年3月1日に蔣介石が「復行視事文告」を発表して総統に復職したため、李宗仁は自動的に代理総統を解任された。 帰国しないまま副総統の職務を果たさない中、1952年1月、監察院は違法な職務怠慢を理由に李宗仁の弾劾を提案し、国民大会に弾劾案を提出した。 1954年3月、国民大会は「総統副総統選挙罷免法」に基づいて李宗仁の罷免を可決し、副総統は次の選挙までの間空席となった。 | [ 145 ] [ 174 ] [ 175 ] [ 176 ] |
| 1  | 1  | 蔣介石 |                               | 中国国民党 | 1950年3月1日 - 1954年5月20日 | 25年 + 35日  | 1954年3月22日に第2回総統選挙が実施され、蔣介石が中国民主社会党の徐傅霖を破って再選された。 副総統には同党所属の陳誠が当選した。 | [ 33 ] [ 145 ] [ 177 ]          |
| 1  | 2  | 蔣介石 | 1954年5月20日 - 1960年5月20日 | 中国国民党 | 本来、憲法の規定では総統は1度に限り再選可能であったため、蔣介石は次回の総統選挙に立候補できないはずだった。しかし、国民大会が臨時条款を改正してこの規定を凍結したため、蔣介石は1960年3月21日に実施された第3回総統選挙に立候補することが可能になった。立候補者は蔣介石のみであったため信任投票の形式となり、過半数の票を獲得して2度目の再選を果たした。 副総統には陳誠が再選された。 | 25年 + 35日  | [ 33 ] [ 145 ] [ 178 ] |                                 |
| 1  | 3  | 蔣介石 | 1960年5月20日 - 1966年5月20日 | 中国国民党 | 1965年3月5日に陳誠が死去したため、副総統は次の選挙までの間空席となった。 1966年3月21日に第4回総統選挙が実施され、信任投票で過半数の票を獲得して蔣介石が3度目の再選を果たした。 副総統には同党所属の厳家淦が当選した。 | 25年 + 35日  | [ 33 ] [ 145 ] [ 179 ] [ 180 ] |                                 |
| 1  | 4  | 蔣介石 | 1966年5月20日 - 1972年5月20日 | 中国国民党 | 1972年3月21日に第5回総統選挙が実施され、信任投票で過半数の票を獲得して蔣介石が4度目の再選を果たした。 副総統には厳家淦が再選された。 | 25年 + 35日  | [ 33 ] [ 145 ] [ 181 ] [ 182 ] |                                 |
| 1  | 5  | 蔣介石 | 1972年5月20日 - 1975年4月5日  | 中国国民党 | 1975年4月5日に死去し、憲法の規定に基づいて副総統の厳家淦が総統に就任した。 これにより、副総統は次の選挙までの間空席となった。 | 25年 + 35日  | [ 145 ] [ 183 ] |                                 |
| 2  | 5  | 厳家淦 |                               | 中国国民党 | 1975年4月5日 - 1978年5月20日 | 3年 + 45日   | 1978年3月21日に第6回総統選挙が実施され、信任投票で過半数の票を獲得して蔣経国が当選した。 副総統には同党所属の謝東閔が当選した。 | [ 33 ] [ 184 ]                  |
| 3  | 6  | 蔣経国 |                               | 中国国民党 | 1978年5月20日 - 1984年5月20日 | 9年 + 238日  | 1984年3月21日に第7回総統選挙が実施され、信任投票で過半数の票を獲得して蔣経国が再選された。 副総統には同党所属の李登輝が当選した。 | [ 33 ] [ 185 ]                  |
| 3  | 7  | 蔣経国 | 1984年5月20日 - 1988年1月13日 | 中国国民党 | 1988年1月13日に死去し、憲法の規定に基づいて副総統の李登輝が総統に就任した。 これにより、副総統は次の選挙までの間空席となった。 | 9年 + 238日  | [ 185 ] [ 186 ] |                                 |
| 4  | 7  | 李登輝 |                               | 中国国民党 | 1988年1月13日 - 1990年5月20日 | 12年 + 128日 | 1990年3月21日に第8回総統選挙が実施され、信任投票で過半数の票を獲得して李登輝が当選した。 副総統には同党所属の李元簇が当選した。 | [ 166 ] [ 187 ] [ 188 ]         |
| 4  | 8  | 李登輝 | 1990年5月20日 - 1996年5月20日 | 中国国民党 | 1996年3月23日、「間接選挙から直接選挙への変更」などの選挙方式の変更が行われて以降初の選挙となる第9回総統選挙が実施され、李登輝が民進党の彭明敏、無所属の林洋港、同じく無所属の陳履安を破って再選された。 副総統には同党所属の連戦が当選した。 | 12年 + 128日 | [ 166 ] [ 167 ] |                                 |
| 4  | 9  | 李登輝 | 1996年5月20日 - 2000年5月20日 | 中国国民党 | 2000年3月18日に第10回総統選挙が実施され、民進党の陳水扁が国民党の連戦、無所属の宋楚瑜、同じく無所属の許信良を破って当選した。 副総統には同党所属の呂秀蓮が当選した。 | 12年 + 128日 | [ 166 ] [ 169 ] |                                 |
| 5  | 10 | 陳水扁 |                               | 民主進歩党 | 2000年5月20日 - 2004年5月20日 | 8年 + 0日    | 2004年3月20日に第11回総統選挙が実施され、陳水扁が国民党の連戦を破って再選された。 副総統には呂秀蓮が再選された。 | [ 168 ] [ 189 ]                 |
| 5  | 11 | 陳水扁 | 2004年5月20日 - 2008年5月20日 | 民主進歩党 | 2008年3月22日に第12回総統選挙が実施され、国民党の馬英九が民進党の謝長廷を破って当選した。 副総統には同党所属の蕭万長が当選した。 | 8年 + 0日    | [ 168 ] [ 170 ] |                                 |
| 6  | 12 | 馬英九 |                               | 中国国民党 | 2008年5月20日 - 2012年5月20日 | 8年 + 0日    | 2012年1月15日に第12回総統選挙が実施され、馬英九が民進党の蔡英文、親民党の宋楚瑜を破って再選された。 副総統には同党所属の呉敦義が当選した。 | [ 190 ] [ 191 ]                 |
| 6  | 13 | 馬英九 | 2012年5月20日 - 2016年5月20日 | 中国国民党 | 2016年1月16日に第14回総統選挙が実施され、民進党の蔡英文が国民党の朱立倫、親民党の宋楚瑜を破って当選した。 副総統には無所属の陳建仁が当選した。 | 8年 + 0日    | [ 171 ] [ 193 ] [ 194 ] [ 195 ] [ 196 ] |                                 |
| 7  | 14 | 蔡英文 |                               | 民主進歩党 | 2016年5月20日 - 2020年5月20日 | 8年 + 0日    | 2020年1月11日に第15回総統選挙が実施され、蔡英文が国民党の韓国瑜、親民党の宋楚瑜を破って再選された。 副総統には同党所属の頼清徳が当選した。 | [ 197 ] [ 198 ] [ 199 ] [ 200 ] |
| 7  | 15 | 蔡英文 | 2020年5月20日 - 2024年5月20日 | 民主進歩党 | 2024年1月13日に第16回総統選挙が実施され、民進党の頼清徳が国民党の侯友宜、台湾民衆党の柯文哲を破って当選した。 副総統には同党所属の蕭美琴が当選した。 | 8年 + 0日    | [ 201 ] [ 202 ] |                                 |
| 8  | 16 | 頼清徳 |                               | 民主進歩党 | 2024年5月20日 - 現職 | 320日        | | [ 4 ]                           |

## 存命中の元首経験者
2024年（民国113年）5月20日現在、現職者の頼清徳を除く存命中の元首経験者は以下の3名である。
| 氏名   | 在任期間                      | 生年月日               |
| ------ | ----------------------------- | ---------------------- |
| 陳水扁 | 2000年5月20日 - 2008年5月20日 | 1950年10月12日（74歳） |
| 馬英九 | 2008年5月20日 - 2016年5月20日 | 1950年7月13日（74歳）  |
| 蔡英文 | 2016年5月20日 - 2024年5月20日 | 1956年8月31日（68歳）  |